# Инженерная машина разграждения

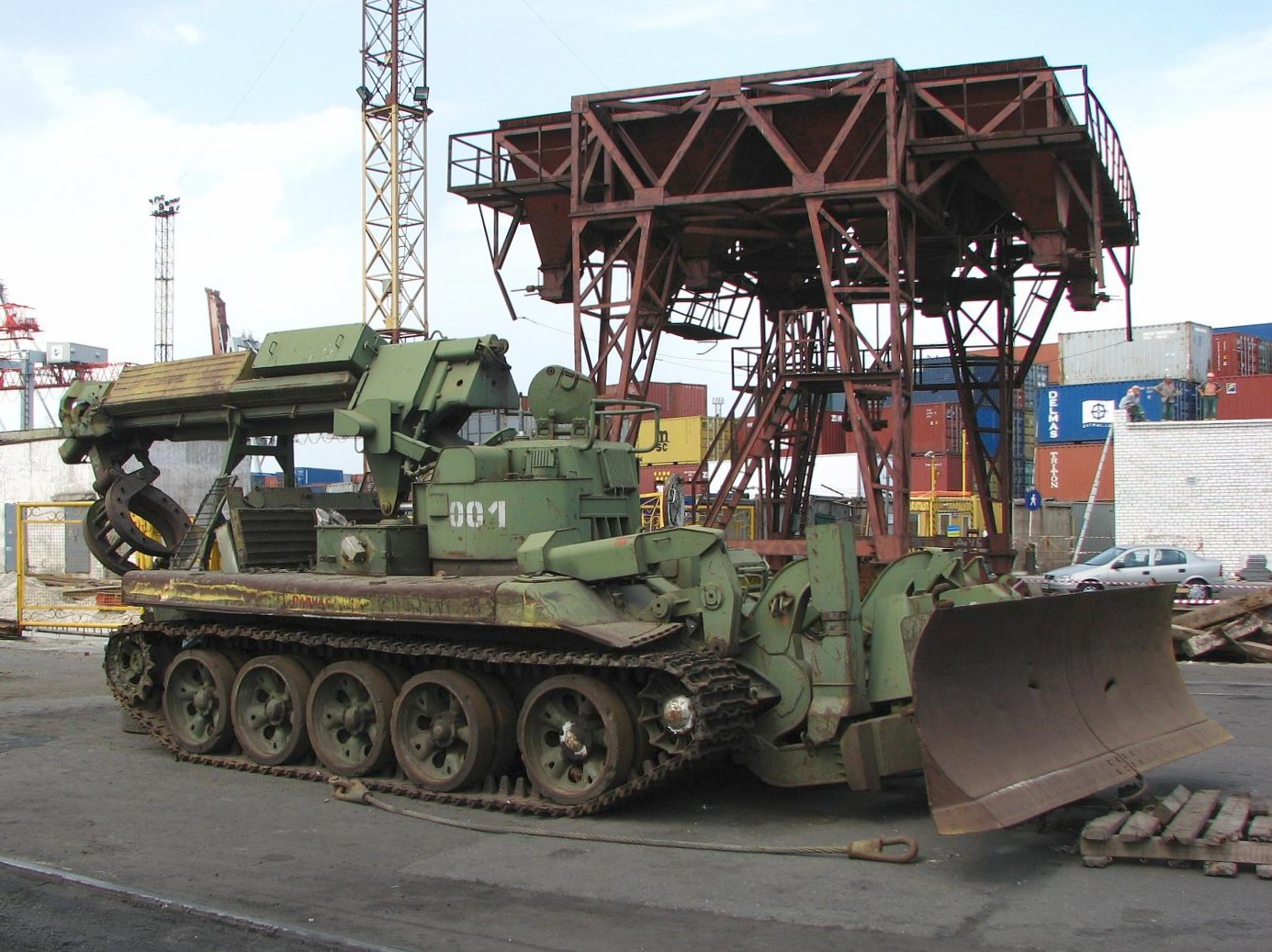
ИМР в Одессе.

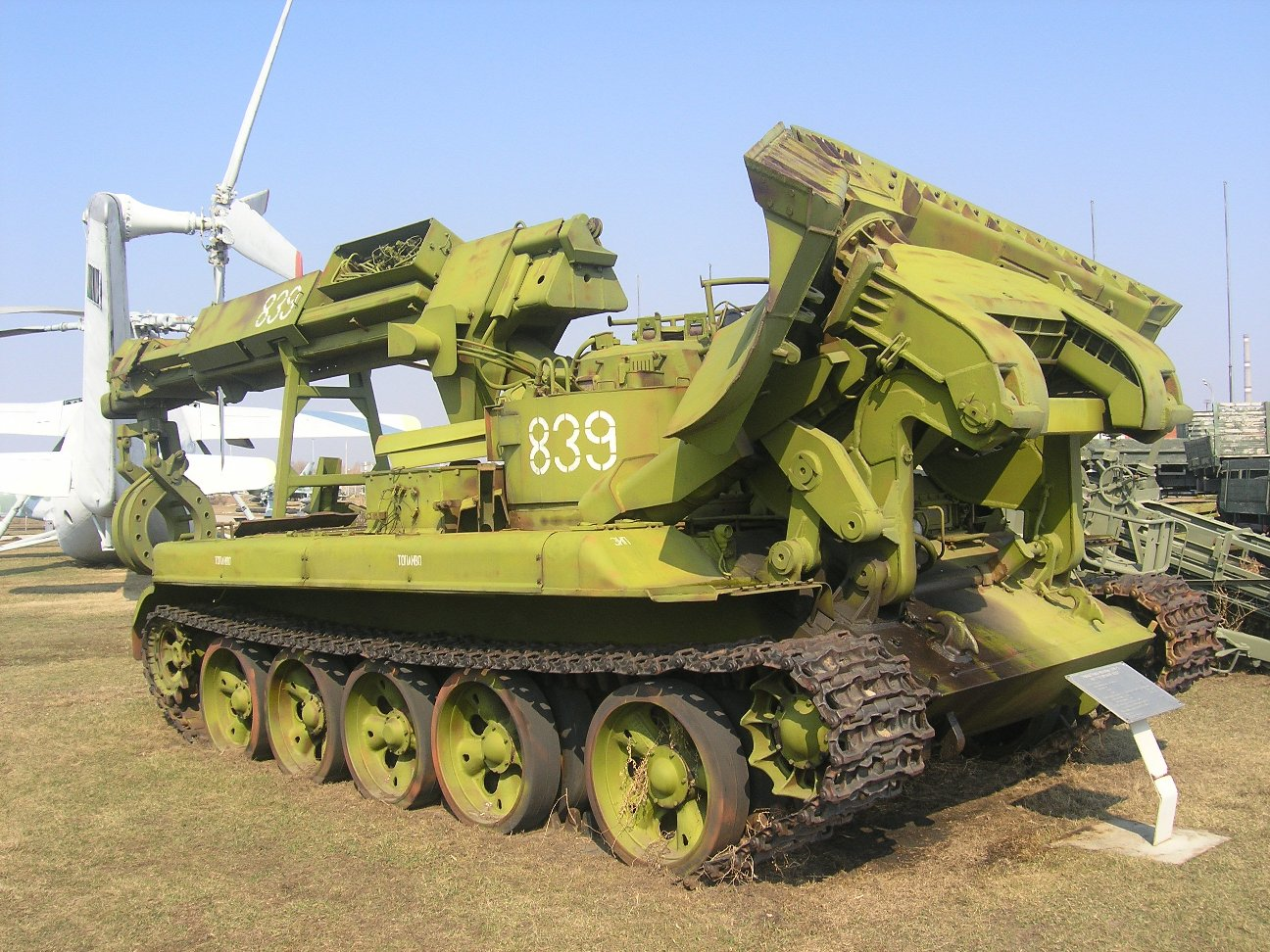
ИМР в тольяттинском музее.

Инженерная машина разграждения (Объект 616) — инженерный танк, армейская боевая машина, предназначенная для прокладки колонного пути на местности (в лесу, городе и так далее), проделывания проходов в завалах, для отрывки и засыпки котлованов. 
Принята на вооружение ВС Союза ССР в 1969 году.

## Описание конструкции
Экипаж ИМР составляют два человека: механик-водитель и командир-оператор.

### Броневой корпус и башня
В качестве базы используется шасси основного и среднего танка Т-55. Корпус машины герметичен и имеет противоатомную защиту. Суммарная доза облучения, получаемого экипажем, снижалась до 10 раз.
Днище корпуса усилено стальными листами, подбашенный лист изменён. На верхнем листе корпуса находится башенка механика-водителя.

### Вооружение
В комплект поставки ИМР входило следующее вооружение:
1. один автомат АКС-74У, с боекомплектом 150 патронов;
2. 10 гранат Ф-1
3. сигнальный пистолет Шпагина (СПШ). Боекомплект 30 выстрелов.

### Средства связи
Для связи в машине установлена радиостанция Р-113 или Р-123.

### Специальное оборудование
Для предотвращения пожаров внутри боевого отделения ИМР снабжена системой автоматического пожаротушения. Для работ в зоне химического и радиационного заражения имеется прибор химической разведки ВПХР, а также радиометр-рентгенометр ДП-3Б.
Бульдозерное оборудование имеет три положения отвала для работы: двухотвальное, грейдерное и бульдозерное. Смена режимов работы производится дистанционно с помощью гидравлических приводов. Для регулировки степени погружения отвала спереди имеется управляемая лыжа. В грейдерном положении ширина захвата достигает 3,4 метра, при работе в бульдозерном режиме — 4,15 метра, а в двухотвальном — 3,56 метра. Скорость проделывания проходов в сплошном лесном завале составляет 200 — 300 метров в час, городские завалы разгребаются со скоростью 160 — 200 метров в час. Скорость проделывания колонного пути на пересечённой местности составляет 5 — 8 км в час. Кроме бульдозерного оборудования машина снабжена телескопической стрелой длинной 8,8 метров и грузоподъёмностью две тонны. Для использования стрелы в качестве ковша в комплекте оборудования ИМР предусмотрен специальный скребок-ковш объёмом 0,4 м³ и производительностью 40 м³ в час.

## Производство
Производитель — Новокраматорский машиностроительный завод (НКМЗ). Всего выпущено 1 271 единица. Сборка продолжалась до 1991 года.

## Применение
1. Афганская война (1979—1989)[3]
2. Большое количество этих машин участвовало в ликвидации последствий чернобыльской аварии.
3. Неудачная попытка использования во время протестов на Юго-Востоке Украины в 2014 году[4]

## Оценка машины
Настоящая работа этой машине нашлась в страшные дни мая 1986 года у четвёртого блока Чернобыльской АЭС. Только тогда эту машину оценили по достоинству. ИМР оказалась единственной машиной, способной работать возле разрушенного ядерного реактора. Она одна оказалась в состоянии расчистить проходы к реактору, выполнить необходимые замеры, удалять разбросанные вокруг реактора обломки стержней с ядерным топливом, остатки стен. Она же начинала возводить вокруг реактора саркофаг, доставляла и устанавливала крановое оборудование.

Едва ли не все стоявшие тогда в строю ИМРы оказались в Чернобыле и все они остались навсегда там. За время работы машины набирали так много радиации, что броня сама становилась радиоактивной. Десятки, если не сотни ИМРов среди сотен других машин стоят на заброшенном аэродроме времён войны возле Припяти.— Веремеев Ю.Г.
Сказанное относится не только к машине, описанной в данной статье, но и к более новой — ИМР-2.